# Victor Sprenkels
Victor Theodorus Sprenkels (Rotterdam, 24 april 1878 – Voorburg, 1 september 1959) was een Nederlandse beeldhouwer.

## Leven en werk
Sprenkels was een zoon van beeldhouwer Johannes Sprenkels (1846-1902) en Wouteriena Snijers (1851-1918). Hij was een jongere broer van Jac. Sprenkels, die ook beeldhouwer was. Hij trouwde met Berendina Antonia Brandenburg.
Hij leerde de beginselen van het beeldhouwersvak van zijn vader en studeerde aan de Rotterdamse Academie van beeldende kunsten, onder Alexander van Maasdijk en Rein Miedema. Hij ging aan het werk bij Cuypers & Co. in Roermond, een atelier van Pierre Cuypers en diens zoon Joseph Cuypers dat zich vooral bezighield met christelijk religieuze beeldhouwkunst. Hij werd er directeur en gaf daarnaast ook les.
Sprenkels overleed op 81-jarige leeftijd.

## Werken (selectie)
- 1920-1921 Grafmonument J.F. Berkvens in Eindhoven
- 1921 Heilig Hartbeeld (Roosendaal)
- 1926 Heilig Hartbeeld (Groesbeek)
- 1930 Wegkruis aan de Rijsbergseweg naar Zundert
- 1932 Heilig Hartbeeld (Haanrade, Meuserstraat)
- 1939 Monument Ernst Casimir van Nassau-Dietz in Roermond
- 1943 Heilig Hartbeeld (Wessem)
- 1947 Maria met kind[2] in de Sint-Bonifatiuskerk (Leeuwarden), een kopie van de Roermondse Onze Lieve Vrouwe in 't Zand.

### Fotogalerij

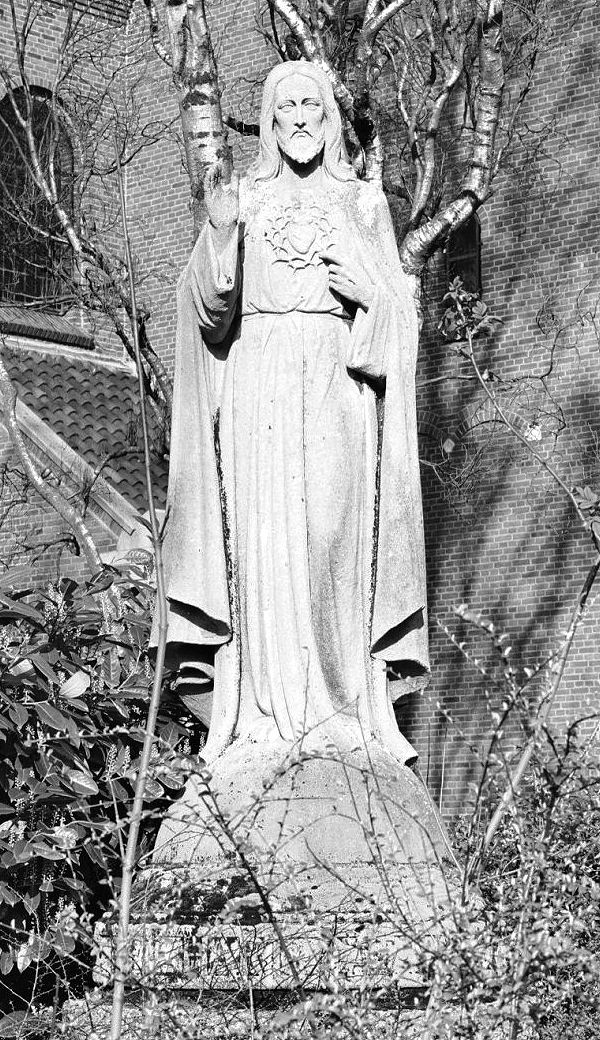
Heilig Hartbeeld (Roosendaal) (1921)
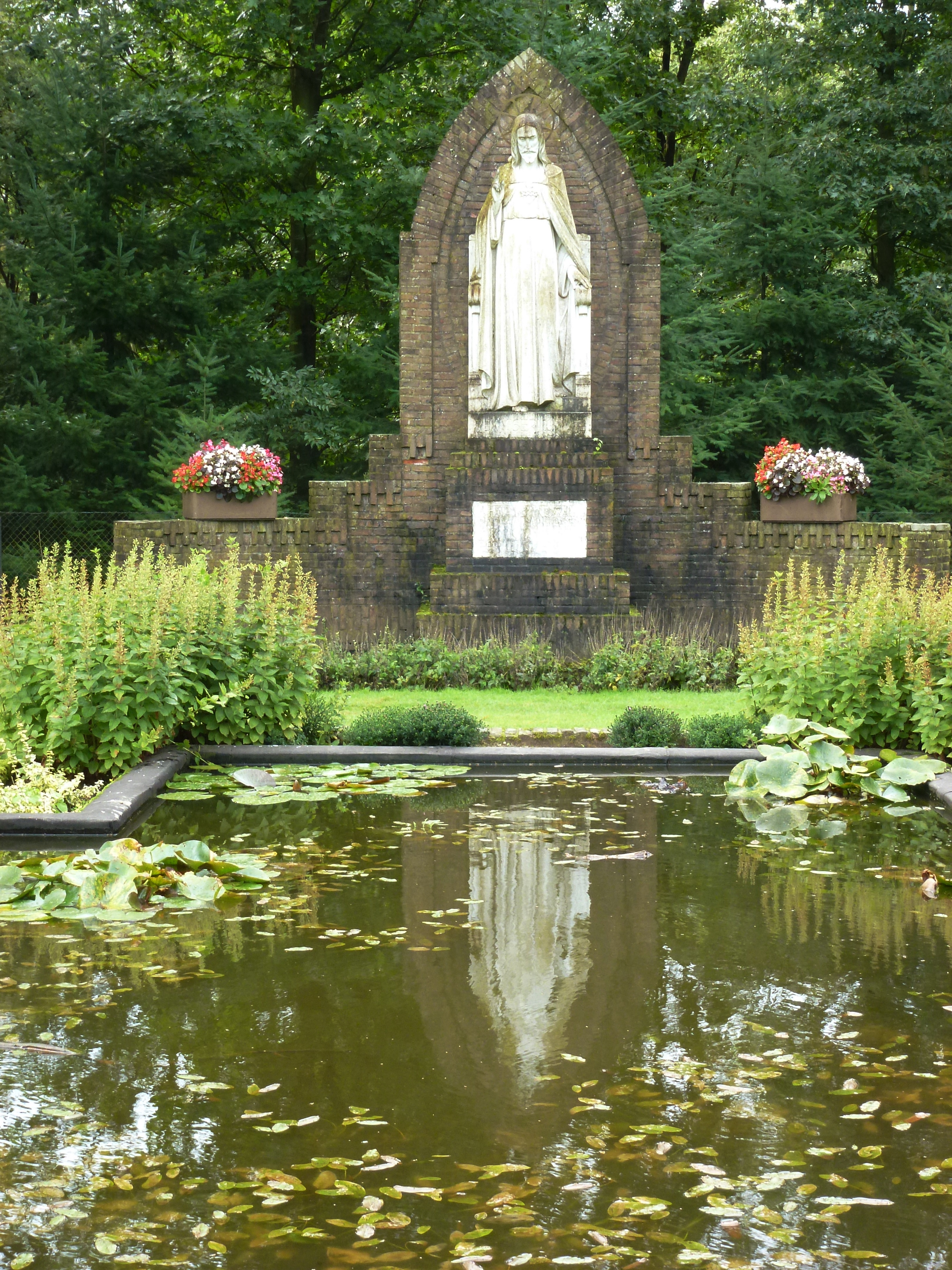
Heilig Hartbeeld (Groesbeek) (1926)
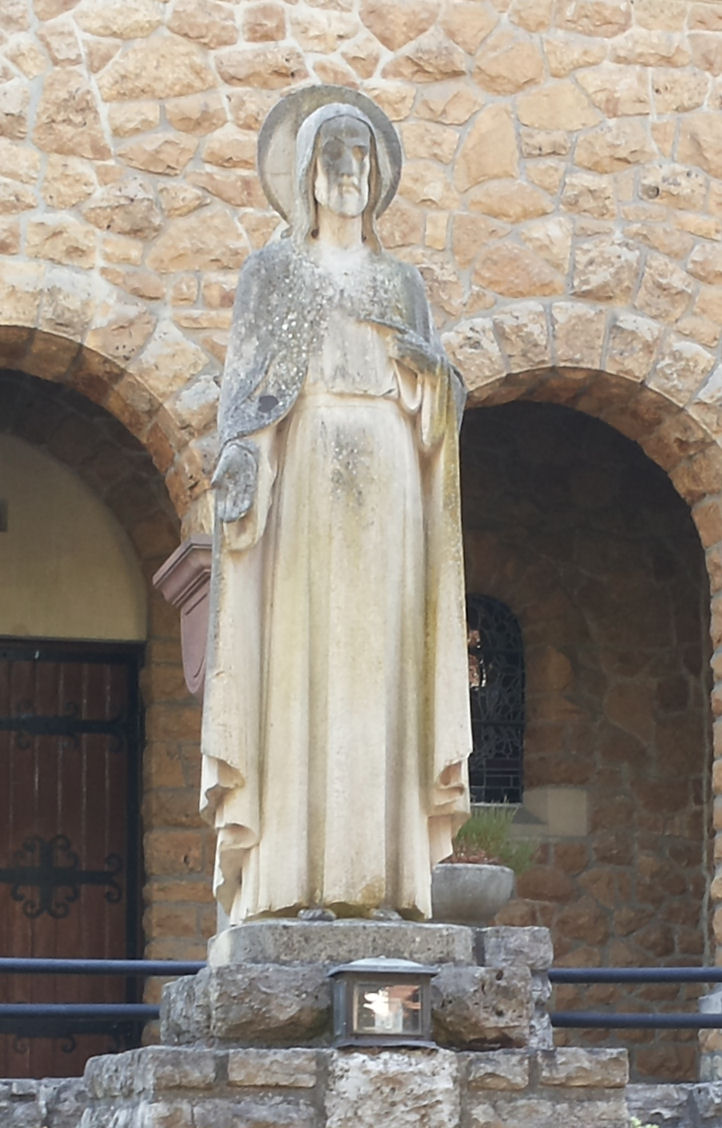
Heilig Hartbeeld (Haanrade, Meuserstraat) (1932)
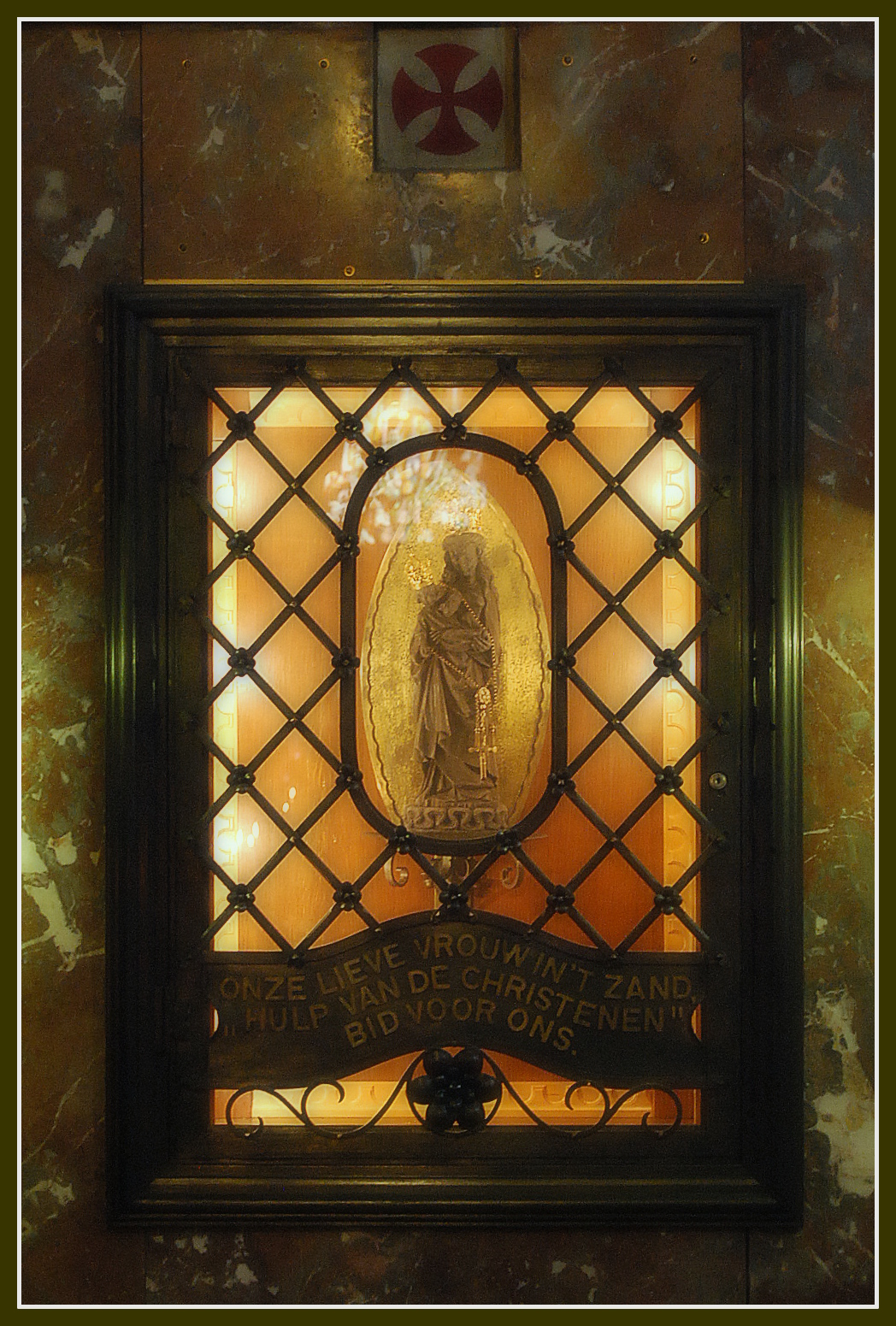
Onze Lieve Vrouwe in 't Zand in de Sint-Bonifatiuskerk (Leeuwarden) (1947)

- Biografisch Portaal: 74146365
- RKD-Nederlands Instituut voor Kunstgeschiedenis: 109340